# Szent Család ünnepe
Szent Család ünnepén, karácsony utáni vasárnapon Szűz Mária, Szent József és Jézus Krisztus alkotta Szent Családot ünnepli a katolikus egyház, példaként állítva a mai családok elé.

## Története
Az ünnepet a 17. században kezdték megtartani. A Szent Család különös tisztelete először Kanadában terjedt el. Az ünnep elterjesztését XIII. Leó pápa 1893-ban kezdeményezte azért, hogy megerősítse a 19. század végére a nyugati világban meggyengült családeszményt. XV. Benedek pápa 1921-ben az egész világegyház számára előírta a Szent Család vasárnapja megünneplését.
A Szent Család ünnepének időpontját XI. Piusz pápa a Vízkereszt nyolcadába eső vasárnapra tette. 1969 óta tartják a karácsony nyolcadába eső vasárnapon.
1994-ben tartotta a katolikus egyház a Családok Nemzetközi Évét, mely 1993. december 26-án, Szent Család vasárnapján kezdődött.